# Proxmox Virtual Environment
Proxmox Virtual Environment (Proxmox VE) je open-source nástroj pro spravování a virtualizování serverů. Je založený na QEMU/KVM a LXC. Proxmox VE využívá KVM pro plnou virtualizaci a kombinuje ji s LXC virtualizací, která je alternativou pro plnou virtualizaci. S Proxmox VE lze skrz webové rozhraní nebo příkazový řádek ovládat virtuální stroje, kontejnery, úložiště nebo celé sítě. Kód Proxmox VE je licencován pod licencí GNU Affero General Public License, verze 3. Projekt byl vytvořen a je nadále spravován společností Proxmox Server Solutions GmbH.

## Historie
Vývoj Proxmox VE započal už v roce 2004, kdy Martin Maurer a Dietmar Maurer hledali řešení pro zálohování OpenVZ. 15. dubna 2008 byla poprvé spuštěna jeho 0.9 verze. V říjnu téhož roku byla následně spuštěna plná stabilní verze 1.0. Byla to jedna z prvních platforem, která nabízela podporu pro kontejnery a plnou virtualizaci. Většina virtualizačních projektů se soustředila na XEN, ale Proxmox se rozhodli pro cestu s KVM.
Během dalších let byly vydány následující verze:
| Rok  | Verze                           | Seznam změn |
| ---- | ------------------------------- | --- |
| 2008 | Proxmox Virtual Environment 1.0 | 1.0, 1.1, 1.2, 1.3, 1.4 beta1, 1.4 beta2, 1.4, 1.5,1.5 New Kernel 2.6.24 ..., 1.6 ISO Installer..., 1.6 (updated)..., 1.7, 1.8, 1.9 |
| 2012 | Proxmox Virtual Environment 2.0 | 2.0, 2.1, 2.2, 2.3 |
| 2013 | Proxmox Virtual Environment 3.0 | 3.0, 3.1, 3.2, 3.3, 3.4 |
| 2015 | Proxmox Virtual Environment 4.0 | 4.0 beta1, 4.0 beta2, 4.0, 4.1, 4.2, 4.3, 4.4                                                                                       |
| 2017 | Proxmox Virtual Environment 5.0 | 5.0 beta1, 5.0 beta2, 5.0, 5.1, 5.2, 5.3, 5.4,                                                                                      |
| 2019 | Proxmox Virtual Environment 6.0 | 6.0 beta1, 6.0, 6.1, 6.2, 6.3, 6.4                                                                                                  |
| 2021 | Proxmox Virtual Environment 7.0 | 7.0 beta1, 7.0, 7.1, 7.2 |

Od svého prvotního vydání se platforma Proxmox VE rozrostla mezi uživateli a v roce 2013 zaznamenala přes 40 000 uživatelů ve 140 zemích. S vydáním verze 6.3 používá Proxmox přes 390 000 uživatelů a program byl přeložen do 26 jazyků.

## Funkce
Proxmox VE se soustředí primárně na vizualizaci serverů pomocí jednoduchého prostředí běžícího v webovém rozhraní. Využívá 2 virtualizační technologie - KVM a LXC. Kromě virtualizování také nabízí funkce jako jsou konfigurování high-avaliability mezi servery, softwarově-definované úložiště, networking a obnovu dat.

### Kernel-based Virtual Machine (KVM)
KVM je linuxová virtualizační technologie pro plnou virtualizaci s podporou Intel VT-x nebo AMD-V. S KVM je možné realizovat Windows i Linux ve virtuálních přístrojích, kde každý má svůj virtualizovaný hardware.

### Virtualizace založená na kontejnerech
Tato metoda nabízí méně náročnou alternativu pro plnou virtualizaci. Pomocí LXC lze s Proxmox VE provozovat více izolovaných linuxových systému na jediné platformě. LXC nahradilo od verze 4.0 OpenVZ, které bylo předchozím řešením pro kontejnerovou vizualizaci.

### Live/Online Migrace
S pomocí funkce migrace lze pohybovat se spuštěnými virtuálními přístroji na Proxmox serverových clusterech bez zaznamenání zpomalení. Proxmox VE také nabízí tuto funkci zjednodušeně a tím je snadněji ovladatelná pro spravování nebo upgrady.

### Proxmox VE High Availability Cluster
Proxmox VE HA cluster je založen na Linux HA technologiích a zajišťuje stabilní HA službu. Pomoc Proxmox VE HA Manageru sleduje všechny virtuální přístroje i kontejnery a v případě problému sám zasahuje.

### Webové rozhraní pro správu
Proxmox VE nabízí grafické uživatelské rozhraní (GUI), s pomocí kterého lze jednoduše ovládat celou platformu. Centrální webové rozhraní je založeno na ExtJS JavaScript a je možné použít ho s nejnovějšími prohlížeči. Design rozhraní nabízí uživateli přehled o všech aktivitách a ostatních funkcích.

### REST API
Pro Proxmox je zvolen JSON jako primární formát dat a celé API je definované pomocí JSON Schema. Toto rozhodnutí nabízí rychlou a jednoduchou integraci pro správní nástroje třetích stran.